# Miaschistopus tetricus
Miaschistopus tetricus is een spinnensoort uit de familie van de vogelspinnen (Theraphosidae).
De wetenschappelijke naam van de soort werd in 1889 als Crypsidromus tetricus gepubliceerd door Eugène Simon. Tot 2016 werd deze soort in het geslacht Lasiodora geplaatst.